# Armée japonaise du Guandong
L’armée du Guandong (関東軍, kantōgun) ou du Kwantung ou du Kantō, est un groupe d’armées de l’armée impériale japonaise. Créé en 1906 comme force de sécurité pour la péninsule du Guandong et la zone ferroviaire de Mandchourie du Sud (en) après la guerre russo-japonaise de 1904-1905, ce qui n'était qu'une force de garnison s'est transformé en un groupe d'armées pendant l'entre-deux-guerres pour soutenir les intérêts japonais en Chine, en Mandchourie et en Mongolie. L'armée du Guandong devint le commandement le plus prestigieux de l'armée impériale japonaise, et nombre de ses membres gagnèrent des promotions à des postes élevés dans l'armée et le gouvernement civil, notamment Hideki Tōjō et Seishirō Itagaki. L'armée de Guandong a été en grande partie responsable de l'établissement de l'État fantoche japonais du Mandchoukouo en Mandchourie et a joué un rôle de première importance pendant la deuxième guerre sino-japonaise de 1937 à 1945.
En août 1945, les troupes soviétiques obtiennent la reddition du groupe d'armée lors de leur offensive en Mandchourie au lendemain de la capitulation du Japon. Les Soviétiques découvrent alors l'ampleur des crimes de guerre commis par l'armée du Guandong, notamment les recherches menées au sein de l'unité 731 sur des sujets humains (civils chinois et prisonniers de guerre) en vue de développer des armes bactériologiques. Douze membres de l'armée du Guandong seront jugés et condamnés en 1949 lors des procès de Khabarovsk.

## Histoire

### Création
En 1895, la Chine des Qing accorde le Guandong, un précieux territoire situé sur la péninsule de Liaodong, à l'empire du Japon lors de la signature du traité de Shimonoseki qui met fin à la première guerre sino-japonaise. Le terme Guandong (chinois : 關東/关东 ; pinyin : Guāndōng ; Wade : Kuan-tung) signifie « à l'est du Shanhaiguan », un col à l'ouest de la Mandchourie. Les Japonais connaissent ce territoire sous le nom de Kantō. 
L'Empire russe a cependant un intérêt particulier pour le Guandong, qui permettrait de développer des ports servant de points d'appui à l'expansion russe en Extrême-Orient. Les autorités chinoises retirent donc le Guandong au Japon lors de la triple intervention, en avril 1895 (avant-même que le Japon n'en ait pris possession). En 1898, le Guandong est accordé à la Russie, qui établit la capitale de ce territoire à Dalian et en fait un port commercial prospère. La guerre russo-japonaise permet aux vainqueurs japonais de récupérer le Guandong en 1905.
L'année suivante, le Japon organise la défense du Guandong en y plaçant une division d'infanterie et un bataillon d'artillerie lourde, complétés par six bataillons de garnison indépendants répartis le long des lignes de chemins de fer du sud de la Mandchourie, pour un effectif total de 14 000 hommes. Cette force de défense était placée directement sous les ordres du gouverneur général du Guandong, lui-même basé à Port-Arthur.
En 1919, la force de défense est séparée des services du gouverneur général, qui perd au passage toutes ses fonctions militaires, et le général Tachibana Koichirō devient le premier commandant du groupe d'armées basé dans le Guandong. Dans les troubles politiques qui agitent l'armée japonaise durant les années 1920 et 1930, l'armée du Guandong est un bastion de la faction de la Voie Impériale, un courant totalitariste et expansionniste et ses commandants participent souvent à des tentatives de renversement du pouvoir civil. Cette faction fut finalement purgée de l'armée en 1936 à la suite de l'échec d'un nouveau coup d’État (l'incident du 26 février).

### Actions indépendantes

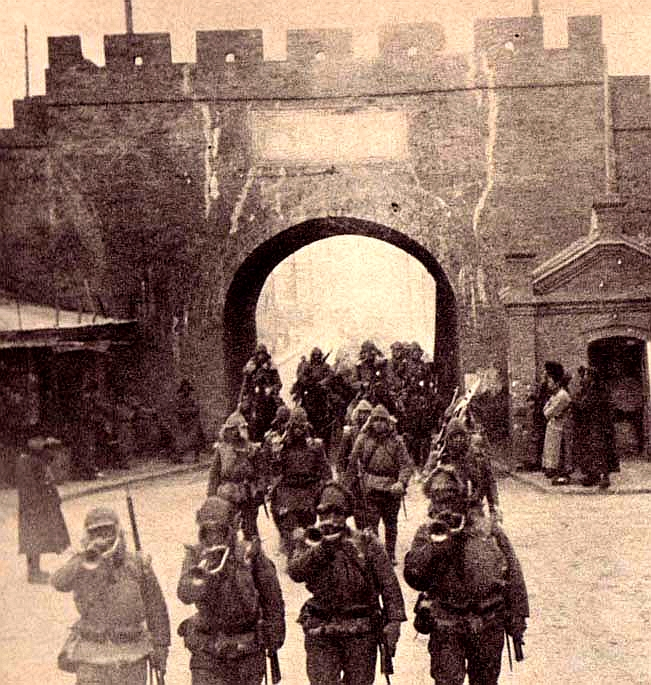
Troupes japonaises entrant dans Qiqihar le 19 novembre 1931.

Bien que l'armée du Guandong fût officiellement subordonnée au Quartier général impérial et à l'État-major de l'armée situé à Tokyo, ses dirigeants ont souvent agi en violation directe des ordres venus de la métropole sans en subir les conséquences. Des conspirateurs au sein du corps des officiers subalternes de l'armée du Guandong ont par exemple préparé et mis en œuvre l'assassinat du seigneur de guerre mandchou Zhang Zuolin lors de l'incident de Huanggutun en 1928. Par la suite, les dirigeants de l'armée du Guandong mettent sur pied l'incident de Mukden et l'invasion de la Mandchourie qui s'est ensuivie en 1931, contrevenant en tous points aux ordres des dirigeants politiques et militaires basés à Tokyo (gekokujo).
Mis devant le fait accompli, le quartier général impérial n'eut guère d'autre choix que de donner suite aux actions de l'armée du Guandong en envoyant des renforts lors de la pacification de la Mandchourie. Le succès de la campagne fit même que l'insubordination de l'armée du Guandong a été récompensée plutôt que punie. En 1932, la création du Mandchoukouo est encore le fait des officiers de l'armée du Guandong. Elle joue également un rôle de contrôle dans l'administration politique du nouvel État ainsi que dans sa défense, et le commandant de l'armée est aussi l'ambassadeur auprès du Mandchoukouo. Étant donné le rôle qu'elle joue dans la région, le commandement de l'armée du Guandong devient l'un des postes les plus convoités au sein de l'armée japonaise.

### Seconde Guerre mondiale
Après la campagne de sécurisation du Mandchoukouo, l'armée du Guandong continue à combattre dans de nombreuses escarmouches frontalières avec la Chine dans le cadre de sa stratégie de l'État tampon en Chine du Nord (en). L'armée du Guandong participe également à l'opération Nekka avant la deuxième guerre sino-japonaise, ainsi qu'à diverses actions en Mongolie intérieure visant à étendre la domination japonaise sur certaines parties de la Chine du Nord et de la Mongolie intérieure. Lorsque la guerre à grande échelle éclate après l'incident du pont Marco Polo en juillet 1937, elle prend part à la bataille de Beiping-Tianjin et à l'opération Chahar (en). Plus tard, les forces du Guandong restent en retrait des opérations, même si elles y prennent part occasionnellement.

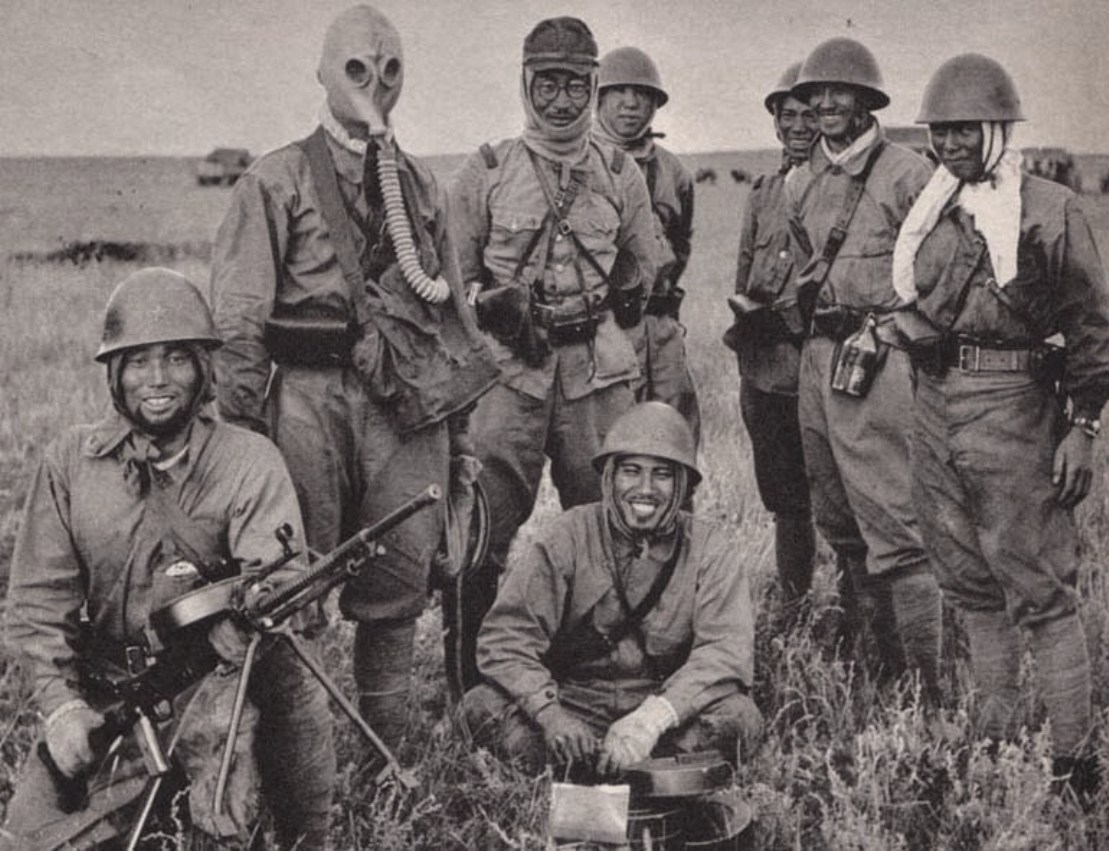
Soldats de l'armée du Guandong pendant la bataille de Khalkhin Gol.

Cependant, à la fin des années 1930, la réputation de l'armée du Guandong est sévèrement mise à mal lors des conflits frontaliers soviéto-japonais, qui se font de plus en plus fréquents depuis 1932. Les forces japonaises se retrouvent dans une impasse face à l'Armée rouge lors de la bataille du lac Khasan en 1938[citation nécessaire], et perdent la bataille de Nomonhan en 1939, au cours de laquelle elles subissent de lourdes pertes. Après ces deux revers, l'armée du Guandong est purgée de ses éléments les plus insubordonnés, ainsi que des partisans du Hokushin-ron (« Route du Nord ») qui poussaient le Japon à concentrer ses efforts expansionnistes sur la Sibérie plutôt vers le sud, en direction de la Chine et de l'Asie du Sud-Est.
L'armée du Guandong fut fortement renforcée au cours des années suivantes, jusqu'à atteindre un effectif de 700 000 hommes en 1941, et son quartier général fut transféré dans la nouvelle capitale du Mandchoukouo, Hsinking. L'armée organise également la création, l'entraînement et l'équipement d'une force auxiliaire, l'armée impériale du Mandchoukouo. Pendant cette période, le prince Tsuneyoshi Takeda travaille comme officier de liaison entre la maison impériale et l'Armée du Guandong. Bien qu'elle soit une source d'agitation constante pendant les années 1930, l'Armée du Guandong reste remarquablement obéissante pendant les années 1940. Alors que les combats s'étendaient au sud vers la Chine centrale et la Chine du Sud lors de la deuxième guerre sino-japonaise, et avec le déclenchement de la Guerre du Pacifique, le Mandchoukouo reste largement en retrait du conflit et les troupes qui y sont stationnées sont épargnées. Cependant, la dégradation de la situation sur tous les fronts pousse le Japon à faire sortir l'armée du Guandong, bien entraînée et bien équipée, de son rôle de réserve stratégique. Nombre de ses unités sont alors dépouillées de leurs meilleurs éléments et de leur équipement, qui sont envoyés au sud pour combattre dans la guerre du Pacifique contre les forces des États-Unis. D'autres unités ont été envoyées en Chine, pour l'opération Ichi-Go.

### Reddition
En 1945, l'armée du Guandong compte 713 000 hommes, répartis en 31 divisions d'infanterie elles-mêmes réparties en neuf brigades d'infanterie, deux brigades de chars et une brigade spéciale. Elle possède en tout 1 155 chars légers, 5 360 canons et 1 800 avions. La qualité des troupes a cependant drastiquement baissé, car tous les meilleurs hommes et matériels avaient déjà été transférés pour être utilisés sur d'autres théâtres et furent remplacées par des milices, des réservistes et les restes de petites unités, toutes équipées d'un matériel terriblement obsolète et à peine entraînées. L'armée du Guandong  est cependant équipée d'armes bactériologiques, préparées pour être utilisées contre les troupes soviétiques.

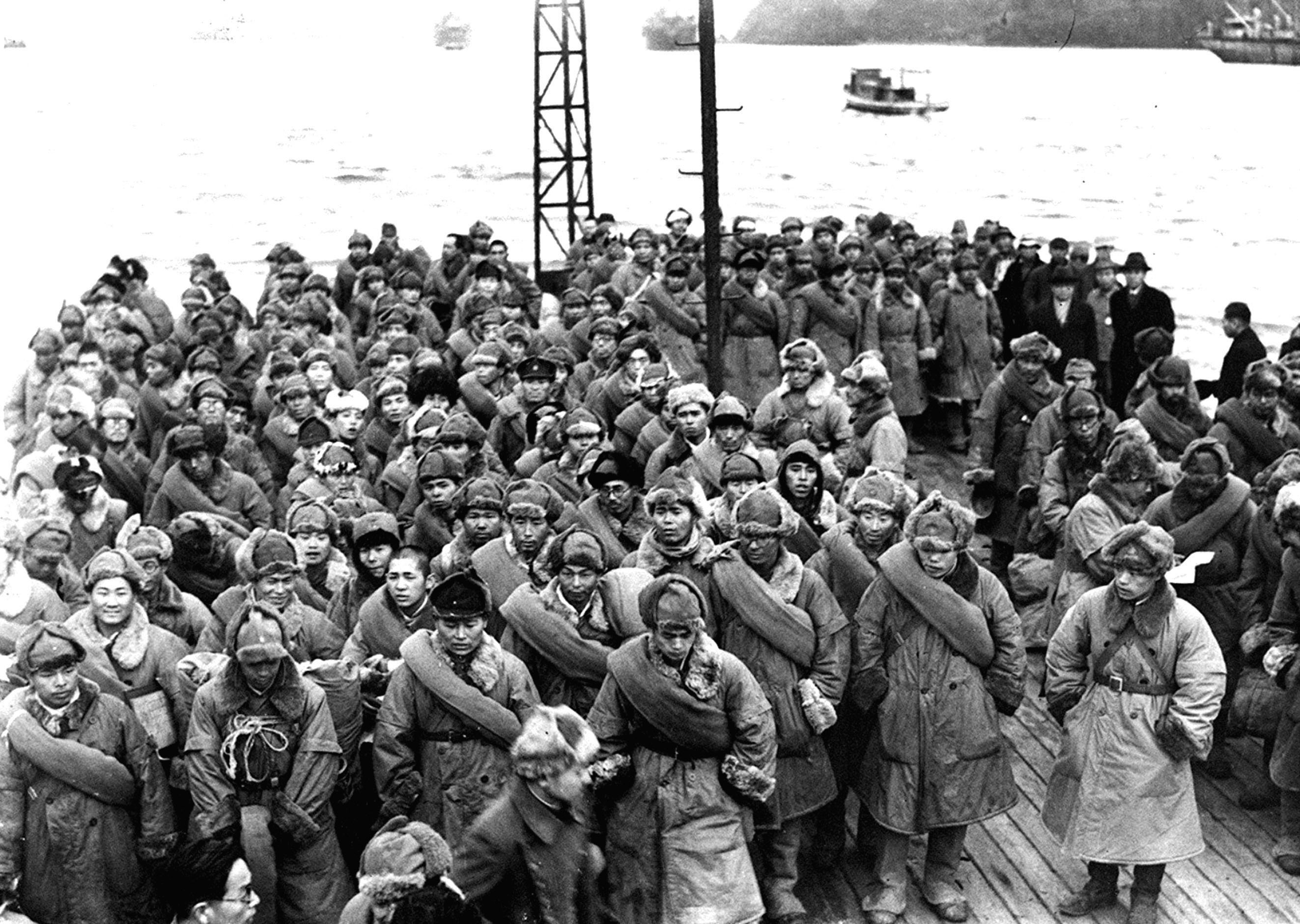
Soldats japonais rapatriés revenant de Sibérie en 1946.

Le dernier commandant de l'armée du Guandong, le général Otozō Yamada, ordonne la reddition de ses troupes face aux soldats soviétiques le 16 août 1945, un jour après que l'empereur Hirohito a annoncé la capitulation du Japon dans une annonce radiophonique. Certaines divisions japonaises refusent cependant de se rendre, et les combats se poursuivent donc pendant quelques jours. 
Les soldats l'armée du Guandong faits prisonniers sont dirigés vers les camps de prisonniers de guerre soviétiques (plus de 500 000 au total). Ils ont été en grande partie rapatriés, par étapes, au cours des cinq années suivantes, bien que certains aient continué à être détenus jusque dans les années 1950. Un certain nombre rejoignent leurs foyers, mais un nombre important conservent leurs armes et se dispersent en petits groupes à la campagne. Ces hommes sont motivés par la solidarité née dans les combats, solidarité qui est un facteur de survie essentiel dans le désordre de l’après-guerre. Pour certains, conserver les armes est aussi un moyen d’échapper à des procès pour les crimes de guerre japonais. Le ralliement de ces groupes est donc un enjeu pour prendre le contrôle de la région après 1945. Le camp communiste, soutenu par l’Union soviétique, en recrute au minimum 75 000. Dans la course de vitesse pour incorporer ces unités disponibles, le camp nationaliste utilise la radio pour contacter les officiers. Ces unités déjà constituées forment alors des comités locaux de maintien de l'ordre. La zone est évacuée par l’armée soviétique en avril-mai 1946. L’incorporation dans les unités communistes est fragile, et à l’automne 1945 et au printemps 1946, de nombreux anciens de l’armée du Guandong se rebellent ou passent à l’armée nationaliste, ce qui conduit à des purges (qui visent les officiers) et à des opérations de rééducation. De plus, dans les deux camps, la présence de ces anciens collaborateurs pose un problème avec ceux qui se sont engagés dans la résistance à l’invasion japonaise. Ces troupes sont donc diluées dans des unités, en partie du côté nationaliste qui maintient aussi des unités intactes sous le nom de brigades de protection de l’ordre, en quasi-totalité du côté communiste qui constitue des milices irrégulières rurales.

### Crimes de guerre
Après la capitulation du Japon, l'Armée rouge découvre dans la zone occupée par l'armée du Guandong des installations secrètes pour expérimenter et produire des armes chimiques et biologiques développées par l'unité 731 et plusieurs autres unités de ce type. Dans ces lieux, l'armée du Guandong était également responsable de certains des crimes de guerre japonais les plus tristement célèbres, notamment la conduite de plusieurs programmes d'expérimentation humaine utilisant des Chinois, des Américains et des Russes, aussi bien civils que prisonniers de guerre, dirigés par Shiro Ishii. L'armée du Guandong joua également un rôle dans tous les autres crimes de guerre commis au Mandchoukouo (en), comme le travail forcé ou les tortures et exécutions.
Arrêtés par les autorités d'occupation américaines, Ishii et les membres de l'unité 731 ont reçu l'immunité totale pour les poursuites pour crime de guerre qui pesaient sur eux devant le tribunal de Tokyo, en échange des résultats de leurs expériences sur la guerre bactériologique. Le 6 mai 1947, le général Douglas MacArthur écrit à Washington que « des données supplémentaires, éventuellement certaines déclarations d'Ishii peuvent probablement être obtenues en informant les Japonais concernés que les informations seront conservées dans les canaux de renseignement et ne seront pas employées comme preuves de crimes de guerre ». Cependant, douze membres de l'unité 731 et quelques membres de l'armée du Guandong pendant la Seconde Guerre mondiale sont condamnés comme criminels de guerre lors des procès de Khabarovsk, tandis que d'autres sont placés en détention par les États-Unis, et condamnés au Tribunal militaire international pour l'Extrême-Orient de 1948 à Tokyo. Parmi les condamnés à mort figurent les anciens généraux Seishirō Itagaki, Iwane Matsui, Kenji Doihara, Hideki Tōjō et Akira Mutō.

## Liste des commandants de l'armée du Guandong

### Commandants en chef
|    | Nom                           | de               | à                |
| -- | ----------------------------- | ---------------- | ---------------- |
| 1  | Général Tachibana Koichirō    | 1919             | 6 janvier 1921   |
| 2  | Général Misao Kawai           | 6 janvier 1921   | 10 mai 1922      |
| 3  | Général Shinobu Ono           | 10 mai 1922      | 10 octobre 1923  |
| 4  | Général Yoshinori Shirakawa   | 10 octobre 1923  | 28 juillet 1926  |
| 5  | Maréchal Baron Nobuyoshi Mutō | 28 juillet 1926  | 26 août 1927     |
| 6  | Général Chotaro Muraoka       | 26 août 1927     | 1er juillet 1929 |
| 7  | Général Eitaro Hata           | 1er juillet 1929 | 31 mai 1930      |
| 8  | Général Takashi Hishikari     | 3 juin 1930      | 1er août 1931    |
| 9  | Général Shigeru Honjō         | 1er août 1931    | 8 août 1932      |
| 10 | Maréchal Nobuyoshi Mutō       | 8 août 1932      | 27 juillet 1933  |
| 11 | Général Takashi Hishikari     | 29 juillet 1933  | 10 décembre 1934 |
| 12 | Général Jirō Minami           | 10 décembre 1934 | 6 mars 1936      |
| 13 | Général Kenkichi Ueda         | 6 mars 1936      | 7 septembre 1939 |
| 14 | Général Yoshijirō Umezu       | 7 septembre 1939 | 18 juillet 1944  |
| 14 | Général Otozō Yamada          | 18 juillet 1944  | 11 août 1945     |

### Chefs d’État-major
|     | Nom                                     | De               | à                |
| --- | --------------------------------------- | ---------------- | ---------------- |
| 1   | Général de division Matasuke Hamamo     | 12 avril 1919    | 11 mars 1921     |
| 2   | Général de division Kaya Fukuhara       | 11 mars 1921     | 6 août 1923      |
| 3   | Général de division Akiharu Kawada      | 6 août 1923      | 2 décembre 1925  |
| 4   | Général de division Tsune Saito         | 2 décembre 1925  | 10 août 1928     |
| 5   | Général de division Koji Miyake         | 10 août 1928     | 8 août 1932      |
| 6   | Lieutenant-général Kuniaki Koiso        | 8 août 1932      | 5 mars 1934      |
| 7   | Lieutenant-général Toshizo Nishio       | 5 mars 1934      | 23 mars 1936     |
| 8   | Général de division Seishirō Itagaki    | 23 mars 1936     | 1er mars 1937    |
| 9   | Lieutenant-général Hideki Tōjō          | 1er mars 1937    | 30 mai 1938      |
| dix | Lieutenant-général Rensuke Isogai       | 18 juin 1938     | 7 septembre 1939 |
| 11  | Lieutenant-général Jo Iimura            | 7 septembre 1939 | 22 octobre 1940  |
| 12  | Lieutenant-général Heitaro Kimura       | 22 octobre 1940  | 10 avril 1941    |
| 13  | Lieutenant-général Teiichi Yoshimoto    | 10 avril 1941    | 1er août 1942    |
| 14  | Lieutenant-général Yukio Kasahara       | 1er août 1942    | 7 avril 1945     |
| 15  | Lieutenant-général Hata Hikosaburō (de) | 7 avril 1945     | 11 août 1945     |